# Ein deutsches Requiem
Ein deutsches Requiem (noto come Requiem tedesco) è un'opera sacra di Johannes Brahms completata nel 1868. Si tratta di un lavoro sinfonico corale che diede notorietà al compositore, allora trentacinquenne.

## Concetto
Non si tratta di un requiem in senso propriamente liturgico, non ha infatti una diretta relazione con le messe funebri tratte dal Missale Romanum cattolico come quelle di Mozart o di Verdi e non ha nemmeno le caratteristiche del grande oratorio romantico. Si tratta infatti di un'opera corale profondamente meditativa, concepita essenzialmente per le esecuzioni concertistiche. Questa funzione si rispecchia indirettamente nel testo, che è di forma abbastanza libera. Brahms stesso compose una sorta di collage testuale traendolo dalla Bibbia in tedesco nella versione di Martin Lutero. Il concetto di fondo portato avanti dal musicista è comunque di natura più filosofica che religiosa: le persone cui portare aiuto e consolazione non sono i morti, ma i vivi. Il tono di pace e di consolazione, per altro, è chiaramente percepibile sin dalle prime battute della composizione e rimane tale anche nell'ultimo brano, il quale riecheggia il primo numero e porta a compimento, in maniera quasi ciclica, tutta l'opera.

## Genesi
È stato ipotizzato che Brahms, già dalla morte dell'amico Robert Schumann avvenuta nel 1856, avesse concepito il Requiem, o che addirittura ne avesse già composto delle parti, ma  finora non sono state trovate conferme. Invece fu sicuramente la morte della madre, nel febbraio del 1865, alla cui memoria il compositore ha dedicato la quinta parte dell'opera, che diede la spinta decisiva per la composizione. Brahms compose sei movimenti entro la fine dell'estate 1866.
I primi tre movimenti furono eseguiti il 2 dicembre 1867 a Vienna sotto la direzione di Johann Herbeck e la prima suscitò reazioni contrastanti; la serie completa dei sei movimenti ebbe la prima nella cattedrale di Brema, il Venerdì Santo, 10 aprile, del 1868: il successo che riscosse produsse una svolta decisiva nella carriera di Brahms.
Il brano per soprano solo e coro Ihr habt nun Traurigkeit fu aggiunto dal compositore in un secondo momento e l'opera fu finalmente eseguita nella sua attuale forma completa al Gewandhaus di Lipsia il 18 febbraio 1869.

## Movimenti
1. Coro - Selig sind, die da Leid tragen (Moderatamente lento con espressione)
2. Coro - Denn alles Fleisch, es ist wie Gras (Allegro non troppo)
3. Baritono solo e coro - Herr, lehre doch mich (Andante moderato)
4. Coro - Wie lieblich sind deine Wohnungen (Moderatamente mosso)
5. Soprano solo e coro - Ihr habt nun Traurigkeit
6. Baritono solo e coro - Denn wir haben hie keine bleibende Statt (Andante, vivace, allegro)
7. Coro - Selig sind die Toten (Solenne)